# Zweifall
Zweifall is een plaats in de Duitse gemeente Stolberg, deelstaat Noordrijn-Westfalen.

## Geschiedenis
Zweifall werd voor het eerst genoemd in de 13e eeuw. Er was toen reeds sprake van een ijzerhut. Zweifall lag op de grens van het Münsterländchen en het Hertogdom Gulik. In 1548 werd de eerste Lutherse godsdienstoefening gehouden, in 1675 ontstond de Lutherse gemeente en in 1683-1684 werd de Lutherse kerk gebouwd, één der oudste van de streek. In 1816 werd Zweifall onderdeel van de gemeente Roetgen en in 1972 kwam het aan Stolberg.

## Bezienswaardigheden
- Lutherse kerk, van 1683
- Sint-Rochuskerk
- Karmelietessenklooster Maria Koningin van 1954, met hostiebakkerij, opgeheven in 2006
- Zagerijmuseum met werktuigen uit de bosbouw en de houtzagerij.

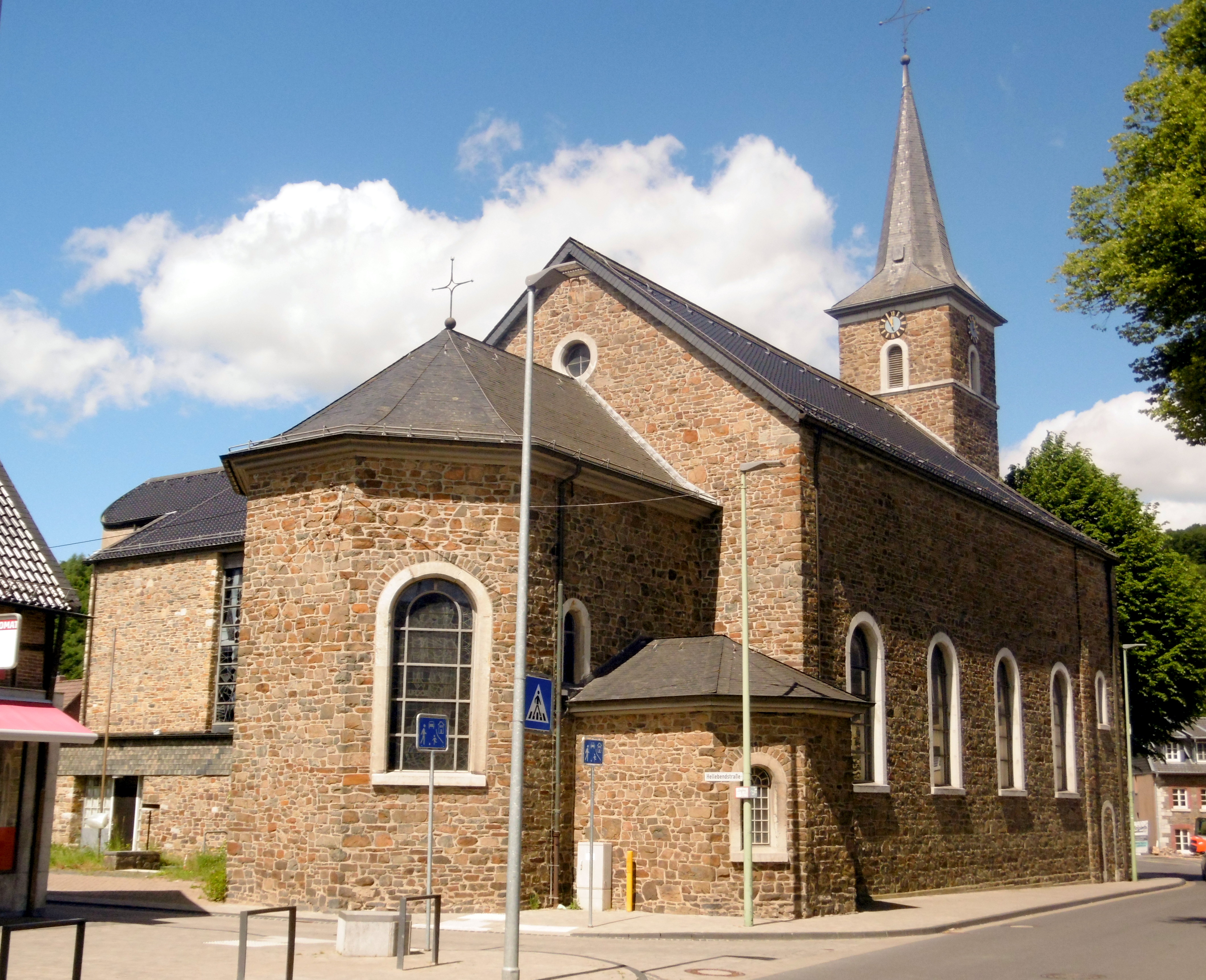
Sint-Rochuskerk
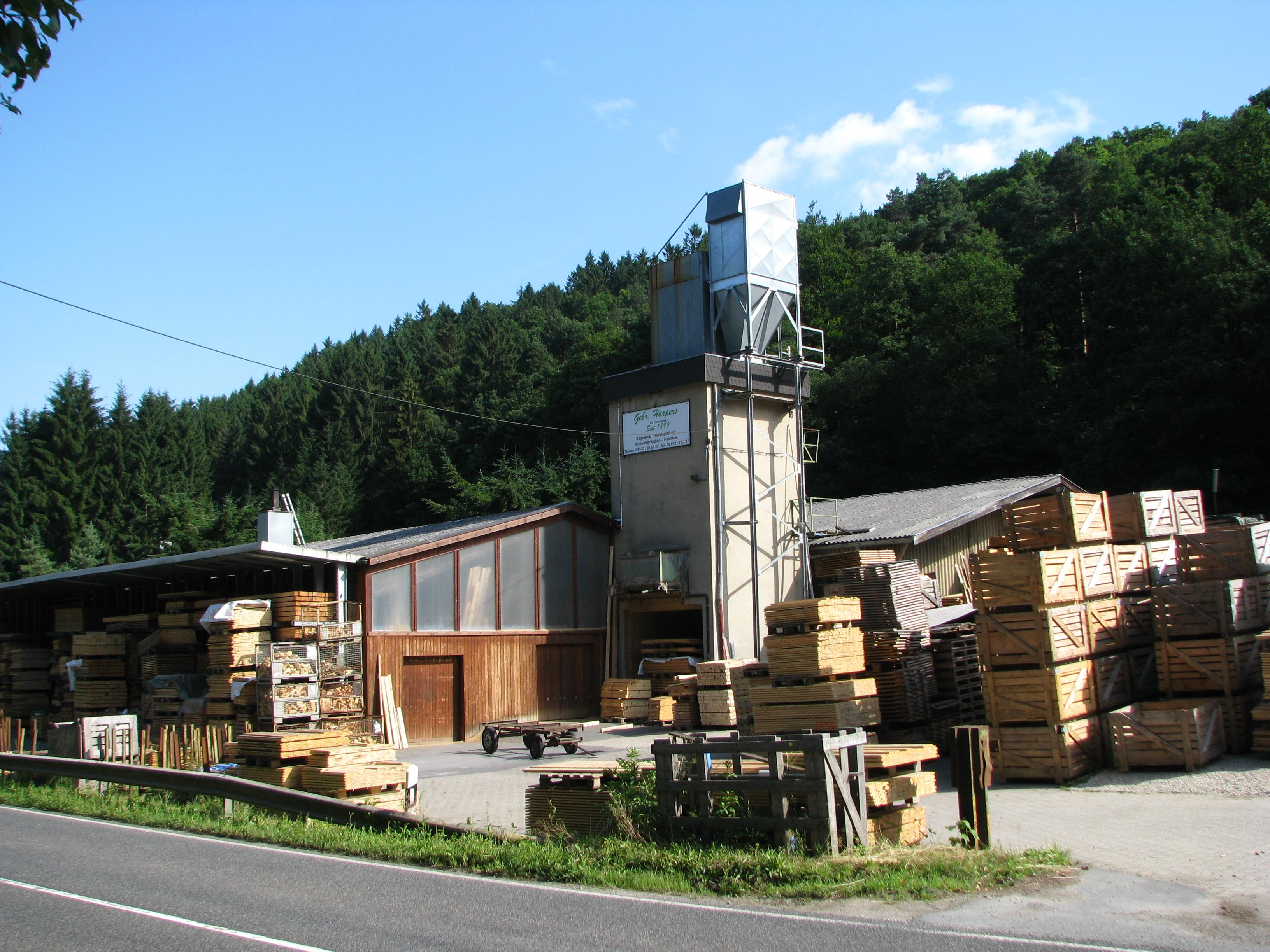
Houtzagerij
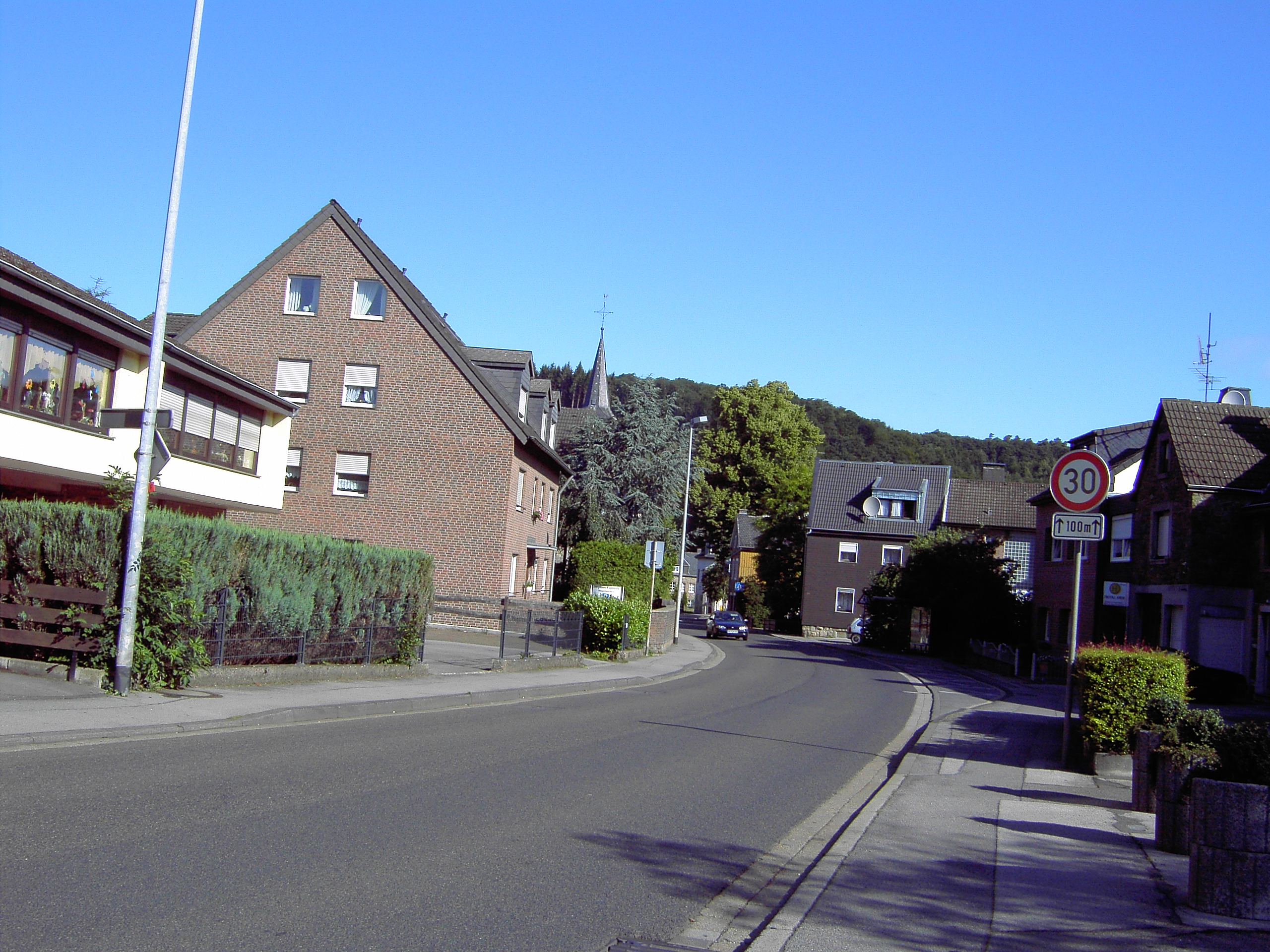
Centrum van Zweifall

## Natuur en landschap
Zweifall ligt aan de Vichtbach bij de samenvloeiing met de Hasselbach, op een hoogte van 253 meter. Het wordt omringd door bossen, en de bosbouw is dan ook een belangrijke tak van bedrijvigheid. Er zijn natuurleerpaden en een uitzichtpunt boven het dal.

## Nabijgelegen kernen
Vicht, Breinig, Mulartshütte, Lammersdorf, Vossenack